# Нижняя Суетка
Ни́жняя Суе́тка — село в Суетском районе Алтайского края России. Административный центр сельского поселения Нижнесуетский сельсовет.
Село расположено в 15 км юго-западнее районного центра, села Верх-Суетка. Ближайшая станция железной дороги находится в посёлке Благовещенка (60 км по дорогам).
Через село протекает река Суетка, которая через 20 км впадает в Кулундинское озеро.

## История
В районе нынешнего села Нижняя Суетка люди обитали ещё в древности. Подтверждением тому являются многочисленные курганы и грунтовые могильники в его окрестностях и большое количество находок: орудия труда и быта бронзового века, которые обнаружены как во время земляных работ, так и в ходе археологических раскопок.
Русские люди поселились здесь в начале XIX века. Расселение шло вверх по реке Суетке, от деревни Усть-Суетка. Название своё деревня также получила по названию речки — Нижняя Суетка. Практически одновременно с ней заселялась ещё одна деревня вверх по течению реки, получившая название Верхняя Суетка.
В пятую ревизию 1795 года первые жители ещё записывались на прежних местах обитания, а в шестую ревизию 1811 года уже была учтена новозаведённая деревня Нижне-Суетинская, на обоих берегах реки Суетки, с 41 ревизской душой.
Место для проживания оказалось удобным и деревня стала быстро разрастаться за счет переселенцев из соседних волостей. Уже в следующую, седьмую ревизию 1816 года в деревне Нижне-Суетинской насчитывалось 56 мужских душ. В 1834 году в деревне Нижне-Суетинской проживало 86 душ мужского и 91 женского пола.
В «Списке населенных мест Томской губернии» за 1893 год в деревне показано 87 дворов и 338 жителей, в том числе 162 мужского и 176 женского пола. Имелось 4640 десятин земли и одно питейное заведение.
Значительный приток населения в село произошел с 1887 по 1912 год за счёт переселенцев из Курской, Харьковской, Самарской, Екатеринославской губерний. В «Списке населённых мест Томской губернии» за 1911 год в деревне Нижне-Суетинской Барнаульского уезда числится 170 дворов с 685 жителями, из которых 350 мужского и 335 женского пола. В деревне имелись хлебозапасный магазин, маслодельный завод, а в начале XX века была построена небольшая церковь. Именно с открытия церкви деревню стали официально именовать селом.
В 1917 году село Нижняя Суетка выделилось из состава Леньковской волости, образовав на месте Нижне-Суетскую волость. Были проведены выборы волостных, организована волостная управа, земская гоньба, составлена смета волостных расходов. Население согласилось нести расходы по содержанию волостного управления. В Нижне-Суетскую волость вошли населенные пункты: с. Нижняя Суетка − 1647 жителей, п. Адамовский — 188 жителей, п. Н.-Циберманово − 251 житель, п. Мельниковский — 393 жителя, п. Чигиринский − 283 жителя, п. Калиново-Согринский — 370 жителей, Ракитовский − 288 жителей, п. Донской. Земская управа утвердила условно выделение Нижне-Суетской волости. Волостную управу разместили в здании деревянной церкви, после ликвидации волости в этом помещении открыли четырёхклассную школу, которая в 1930 г. стала восьмилеткой.
В перепись населения 1926 г. в селе Нижняя Суетка Знаменского района Славгородского округа записано 364 хозяйства и 1859 жителей, в том числе 871 мужского и 988 женского пола.
Численно преобладающая национальность — украинцы. В деревне имелись сельский совет, одна школа и фельдшерский пункт. Дальнейшие переписи населения фиксировали:
- 1932 год — 1242 жителя,
- 1979 год — 1363 жителя,
- 1989 год — 1276 жителей.

В начале 1930 года в селе было организовано шесть коммун: «Украинский пахарь» — 159 жителей, «Правда» — 236 жителей, «Клич бедноты» — 161 житель, «Нижнесуетская» — 240 жителей, «2-е мая» — 124 жителя, «Знамя труда» — 191 житель, и было 32 единоличника, не пожелавших вступать в коммуны. Затем произошло укрупнение этих коммун и в 1957 году в состав колхоза «Правда» вошло четыре коммуны («2-е мая», «Правда», «1-я Нижнесуетская», «Украинский пахарь»). Колхозы не имели собственной техники и поначалу обслуживались Суетской МТС, образованной в 1937 году. Позже колхоз «Правда» влился в состав совхоза «Суетский». В 1961 году совхоз «Суетский» занимал обширную территорию с 20 населёнными пунктами.
На основании постановления администрации Суетского района от 28 декабря 1992 года совхоз «Суетский» сменил форму собственности на коллективно-долевую, название совхоза сменилось на
«Муниципальное предприятие совхоз „Суетский“». В настоящее время хозяйство называется «сельскохозяйственный производственный кооператив „Суетский“».

## Рельеф
Деревня расположена на дне Кулундинской впадины. Кулундинская равнина — самое низкое место в Алтайском крае (минимальная высота — 96 м). Основными почвами равнины являются буроватые супеси и легкие суглинки, На возвышенных местах — чернозём.

## Климат
Климат — континентальный: резкие перепады температуры, небольшое количество осадков в любое время года. Довольно часты сухие северные и юго-западные ветра. Средняя летняя температура равна 17,4°, среднегодовая — 0,7°. Годовое количество осадков равно 285 мм. Наибольшая толщина снегового покрова(в середине февраля) — 10-20 см.

## Природа
В болотах поймы реки Суетка распространены ивы, осока, камыш. В смешанных лесах растут деревья: берёза, осина, тополь; ягодные кустарники: калина, облепиха, шиповник, смородина; травянистые ягодники: клубника, костяника; лекарственные растения: солодка, алтей, тысячелистник, пижма, подорожник, кровохлёбка, шалфей.
Из грибов встречаются боровики, подберёзовики, подосиновики.
Обитающие животные: косули, волки, лоси, зайцы, суслики, ондатры. В Суетском районе гнездится множество вид разных видов жаворонков, коньков, луней, горлиц, уток. Из хищных птиц живут болотная сова, чёрный коршун, ястреб-перепелятник и др.

## Население
| 1997  | 1998  | 1999  | 2000  | 2001  | 2002  |
| ----- | ----- | ----- | ----- | ----- | ----- |
| 1248  | ↗1264 | ↗1270 | ↘1224 | ↗1230 | ↘1174 |
| 2003  | 2004  | 2005  | 2006  | 2007  | 2008  |
| ↗1200 | ↘1154 | ↘1131 | ↘1117 | ↗1137 | ↘1049 |
| 2009  | 2010  | 2011  | 2012  | 2013  |       |
| ↗1105 | ↘985  | ↘979  | ↘951  | ↘907  |       |

## Известные уроженцы
- Маевский Юрий Савельевич (1948— 2019) — советский легкоатлет-спринтер, неоднократный чемпион РСФСР.